# Thysanus melancholicus
Thysanus melancholicus är en stekelart som först beskrevs av Girault 1913.  Thysanus melancholicus ingår i släktet Thysanus och familjen långklubbsteklar. Inga underarter finns listade i Catalogue of Life.